# 阿勃勞棱鯡
阿勃勞棱鯡為輻鰭魚綱鲱形目鲱科的其中一種鱼类，被IUCN列為極危保育類動物，分布於俄羅斯的Abrau湖水域，其體長可達9.5公分，棲息在淡水湖泊，成群活動，一般以甲殼類為食，可做為食用魚。

## 擴展閱讀
維基物種上的相關：阿勃勞棱鯡